# Ectomychus atriventris
Ectomychus atriventris es una especie de coleóptero de la familia Endomychidae.

## Distribución geográfica
Habita en Kivu, República del Congo.